# Armeria simplex
Armeria simplex är en triftväxtart som beskrevs av Auguste Nicolas Pomel. Armeria simplex ingår i släktet triftar, och familjen triftväxter. Inga underarter finns listade i Catalogue of Life.